# Hachiya Michihiko

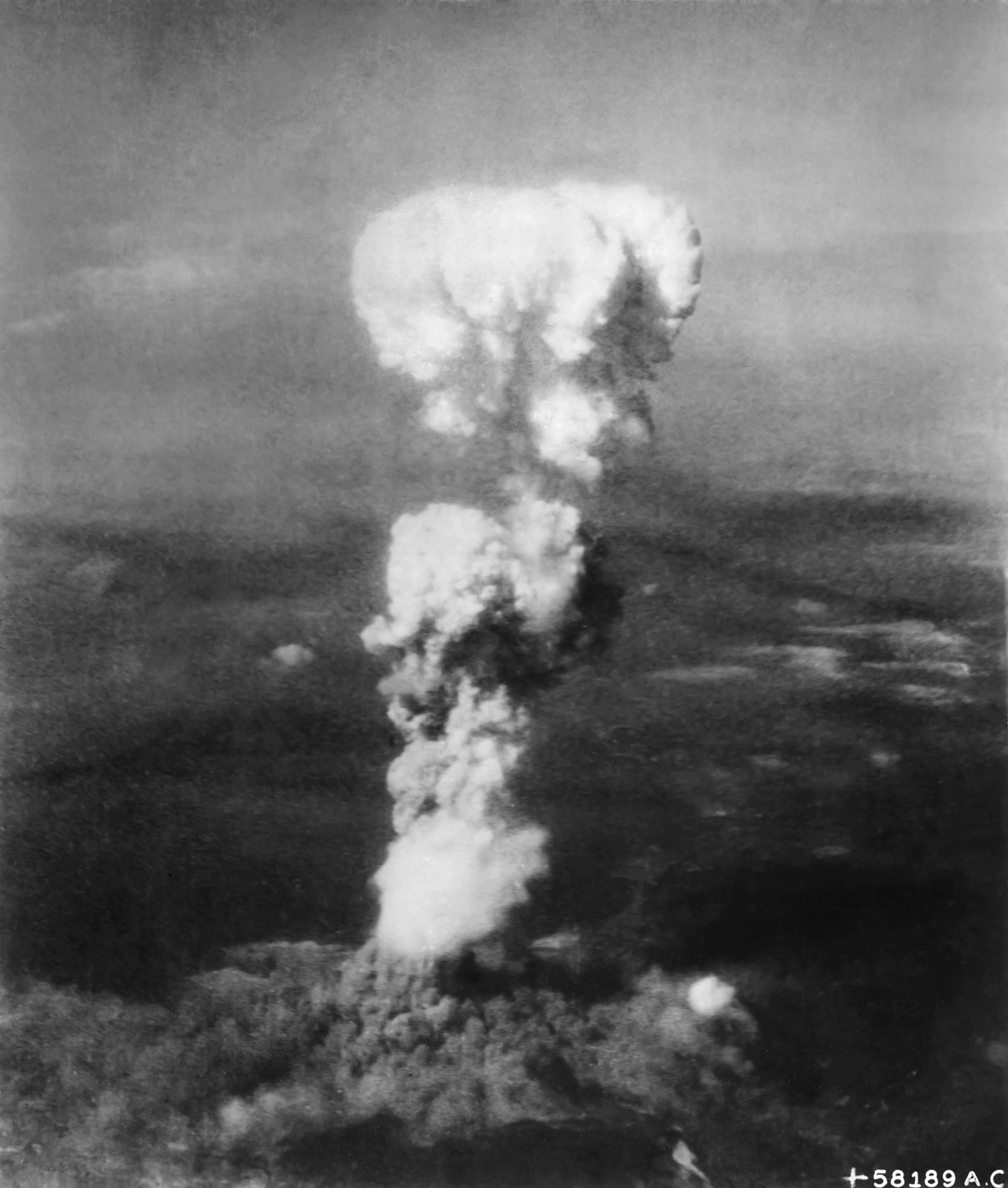
Der Atompilz über Hiroshima, fotografiert aus dem Heck der Enola Gay

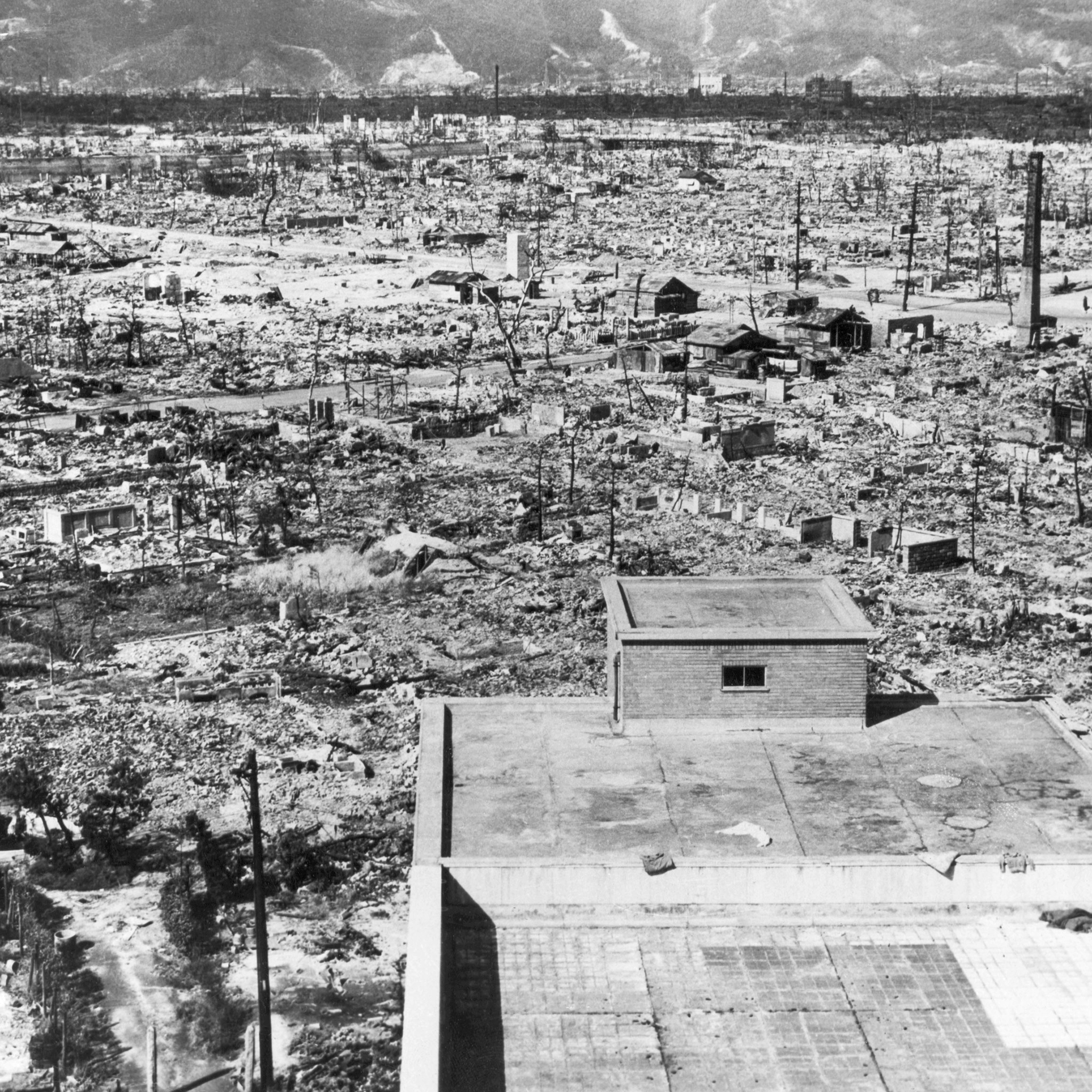
Hiroshima nach dem Abwurf der Atombombe

Hachiya Michihiko (japanisch 蜂谷 道彦; * 1903 in der Präfektur Okayama; † 1980) war ein japanischer Arzt und Leiter des zum Teishin-shō (Kommunikationsministerium) gehörenden Krankenhauses Hiroshima Teishin Byōin. Er überlebte verwundet die Kernwaffenexplosion von Hiroshima vom 6. August 1945 in unmittelbarer Nähe des Hypozentrums und führte von diesem Tag bis zum 30. September ein Tagebuch.
Er gehört zu den wenigen Hibakusha, den Überlebenden der Atombombenabwürfe auf Hiroshima und Nagasaki, die international bekannt wurden. Sein Arbeitsplatz, die neben der Zentrale des Nachrichtenministeriums gelegene Klinik, lag nur ungefähr 1500 Meter vom Hypozentrum der Bombe entfernt.
Die unter dem Titel „Hiroshima-Tagebuch“ (ヒロシマ日記, Hiroshima nikki) zusammengefassten Aufzeichnungen erschienen zuerst in Fortsetzungen in der japanischen medizinischen Zeitschrift Teishin Igaku und wurden 1955 auch in westliche Sprachen übersetzt. Es beschreibt die Auswirkungen der Atombombenexplosion vom ersten Blitzstrahl an und hält die Tätigkeit der Ärzte und Krankenschwestern fest.

## Ausgaben
- Hiroshima Diary (Chapel Hill: University of North Carolina, 1955). ISBN 0-8078-4547-7
- Hiroshima-Tagebuch. Aufzeichnungen eines japanischen Arztes vom 6. August bis 30. September 1945. Nach der amerikanischen Fassung von Warner Wells übersetzt durch Arno Dohm (Freiburg im Breisgau: Hyperion-Verlag, 1955) – Warner Wells war medizinischer Berater der ABCC